# Tko je kome smjestio?
Tko je kome smjestio? je američki kriminalistički film iz 2001. koji je distribuirao Paramount Pictures. Glavne uloge su imali Robert De Niro, Edward Norton, Marlon Brando i Angela Bassett. Film govori o kriminalcu Nicku Wellsu koji odlazi u mirovinu od kaznenih djela, te obavlja zadnji posao za svog prijatelja Maxa. To je zadnja uloga Marlona Branda, te jedina u kojoj su on i De Niro glumili zajedno. Režiser je bio Frank Oz. Film je zaradio 113,579,918 dolara.